# Suwallia asiatica
Suwallia asiatica är en bäcksländeart som beskrevs av Zhiltzova och Levanidova 1978. Suwallia asiatica ingår i släktet Suwallia och familjen blekbäcksländor. Inga underarter finns listade i Catalogue of Life.